# Moody (Alabama)
Moody város az USA Alabama államában, St. Clair megye megyében. Lakosainak száma 13 170 fő (2020. április 1.).

## Népesség
A település népességének változása:

| 2010 | 11 726 |
| 2020 | 13 170 |